# Ньюстедское аббатство
Ньюстедское аббатство (англ. Newstead Abbey) — бывший августинский монастырь, расположенный на территории английского графства Ноттингемшир; было основано королем Англии Генрихом II около 1170 года; стало поместьем после роспуска монашеской общины — наиболее известно как родина лорда Байрона. Несмотря на закрепившееся название, формально монастырь в Ньюстеде никогда не являлся аббатством.

## История и описание
Монастырь Святой Марии в Ньюстеде был основан августинцами около 1170 года при поддержке короля Англии Генрихом II — это стало одним из многих «покаяний» для короля за убийство Томаса Беккета. В конце XIII века монастырь был перестроен и расширен; второе расширение произошло в XV веке, когда, среди прочего, был построен и дом приора. Монастырь был спроектирован так, чтобы в нем жили по меньшей мере 13 монахов, хотя на момент роспуска, по-видимому, их было всего 12 (включая самого приора). Согласно «Valor Ecclesiasticus» в 1534 году годовой доход монастыря составлял более 167 фунтов стерлингов. Закрытие обители состоялось 21 июля 1539 года; монахи получили пенсию. Во время работ по углублению местного озера, проводившихся в конце XVIII века, на его дне был обнаружен пюпитр, брошенный монахами в пруд при роспуске.
26 мая 1540 года король Англии Генрих VIII передал аббатство Ньюстед сэру Джону Байрону из Колвика, который начал перестраивать его в свой загородный дом. Джону наследовал его сын — сэр Джон Байрон из Клейтон-Холла. В этот период интерьер здания был существенно изменён, а церковные постройки были в значительной степени разрушены. Затем резиденция перешла к первому барону из рода Байронов, тоже Джону, состоявшему членом парламента: поскольку он умер во Франции без детей, право собственности перешло к его брату Ричарду. Сын Ричарда Уильям был малоизвестным поэтом; в 1695 году его собственность перешла к его сыну, тоже Уильяму, — четвертому барону Байрон.
В начале XVIII века 4-й лорд Байрон разбил вокруг бывшего аббатства ландшафтные сады: поместьем стало величественным и модным для своего времени. 5-й барон, известный как «злой лорд», разрушил поместье, чтобы в случае его смерти его сын, тоже Уильям, получал только долг и бесполезную собственность. Отец опустошил аббатство Ньюстед: он позволил главному корпусу разрушиться, приказал срубить многовековые деревья и убил более 2000 оленей в местных лесах. При этом «злому лорду» было суждено пережить и своего сына и внука — он умер 21 мая 1798 года, в возрасте семидесяти девяти лет. Титул и аббатство достались его наследнику — поэту Джорджу Гордону Байрону, который стал 6-м бароном.
Молодой лорд Байрон вскоре прибыл в Ньюстед и был впечатлен имением: масштаб поместья пришёлся по вкусу экстравагантному молодому человеку, отличавшемуся чувству собственной значимости. Однако масштабны были и проблемы Ньюстеда: годовой доход имения упал до 800 фунтов стерлингов, а его строения потребовали ремонта. Сам поэт и его мать вскоре переехали в Ноттингем — ни один из них не прожил в Ньюстеде долго. Вид разрушенной фамильной резиденции стал одной «метафорой падения» семьи для начинающего поэта. Само же поместье с января 1803 года было сдано в аренду 23-летнему Генри Эдварду Йелвертону, 19-му барону Грей де Рутину; арендная плата составляла 50 фунтов в год.